# Isomería de enlace
La isomería de enlace es la existencia de compuestos de coordinación que tienen la misma composición, difiriendo en la conectividad del metal a un ligando.

## Historia
El primer ejemplo reportado de isomería de enlace tiene la fórmula [Co(NH3)5(NO2)]Cl2. El complejo catiónico de cobalto existe en dos isómeros de enlace separables.. En el isómero color amarillo, el ligante nitro está unido a través del nitrógeno. En el isómero de enlace rojo, el nitrito está unido a través de un átomo de oxígeno. El isómero enlazado por el oxígeno suele ser escrito como [Co(NH3)5(ONO)]2+. Aunque la existencia de los isómeros se conocía desde finales del siglo XVIII, solo en 1907 se explicó la diferencia estructural. Se mostró posteriormente que el isómero rojo se convertía en el isómero amarillo por irradiación UV. En este ejemplo particular, la formación del isómero nitro (Co-NO2) a partir del isómero nitrito (Co-ONO) tiene lugar a través del reordenamiento de la estructura molecular. En consecuencia, no se rompen enlaces durante la isomerización.

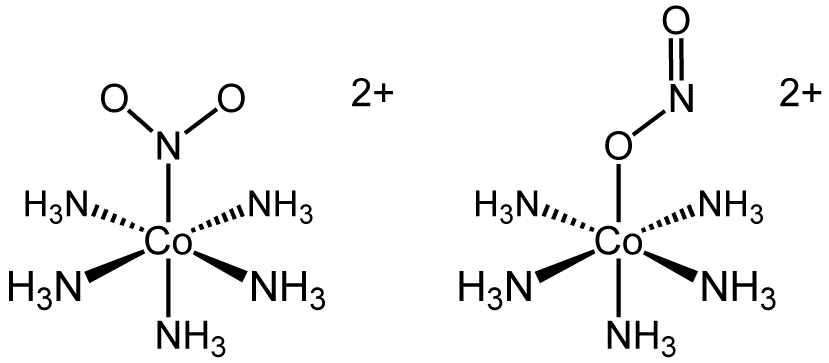
Estructuras de los dos isómeros de enlace del [Co(NH_{3})_{5}(NO_{2})]^{2+}.

Ligandos típicos que dan origen a isómeros de enlace son:
- tiocianato, SCN-
- selenocianato, SeCN-
- nitrito, NO2-
- sulfito, SO32-

Ejemplos de isómeros de unión son el [(NH3)5Co-SCN]2+ de color violeta, y el [(NH3)5Co-NCS]2+ de color naranja. La isomerización del isómero unido por S al isómero unido por N ocurre intramolecularmente. En el complejo diclorotetraquis(dimetilsulfóxido)rutenio(II), la isomería de enlace de los ligantes dimetilsulfóxido puede observarse en el espectro RMN debido al efecto del enlace S versus O en los grupos metilos del DMSO.